# Siófok
Siófok, mađarski grad smješten na južnoj obali Blatnog jezera u sastavu Šomođske županije. Najpoznatije je i najpopularnije mađarsko turističko odredište poznato po najljepšim plažama na cijelom Balatonu, zbog čega se i naziva "glavnim gradom Balatona", ali i "ljetnim glavnim gradom Mađarske" te "mađarskom prijestolnicom zabave", zbog velike ponude zabavnih sadržaja i noćnog života.
Grad je poznat po nekoliko kilometara dugoj pješčanoj plaži na obali Balatona. U gradu se nalazi i Muzej minerala, posvećen mineralogiji Panonske nizine. Kroz Siófok prolazi autocesta M7, koja povezuje Budimpeštu s hrvatskom granicom. Ima i vlastitu zračnu luku.
Mađari čine etničku većinu u gradu, a od nacionalnih manjina ističu se Nijemci i Romi s približno 2% udjela u ukupnom stanovništvu. Oko 40% stanovništva katoličke je vjeroispovijesti, četverostruko više od kalvinista koji su druga najbrojnija vjerska zajednica. Grad ima oko 25 000 stanovnika.
Ovdje se rodio međunarodno priznati mađarski skladatelj Emmerich Kálmán poznat po operetama Knjeginja Čardaša i Bajadera. Uz njega, grad je rodno mjesto znamenitog kipara Imre Varge i psihologa Géze Révésza.